# Schlossgrabenbach (Kainach)
Der Schlossgrabenbach ist ein rund 2,2 Kilometer langer, rechter Nebenfluss der Kainach in der Steiermark.

## Verlauf
Der Schlossgrabenbach entsteht im südwestlichen Teil der Gemeinde Kainach bei Voitsberg, im westlichen Teil der Katastralgemeinde Kainach, nördlich des Hofes Kassler und nordwestlich des Ullikreuzes. Er fließt großteils in wenig ausgeprägten Talschlingen insgesamt nach Osten. Im Osten der Katastralgemeinde Kainach mündet er im östlichen Teil des Hauptortes Kainach bei Voitsberg direkt westlich der L341 in die Kainach, die kurz danach etwas nach rechts abbiegt. Auf seinem Lauf nimmt der Schlossgrabenbach von links fünf sowie von rechts acht unbenannte Wasserläufe auf.